# 加爾利阿瓦

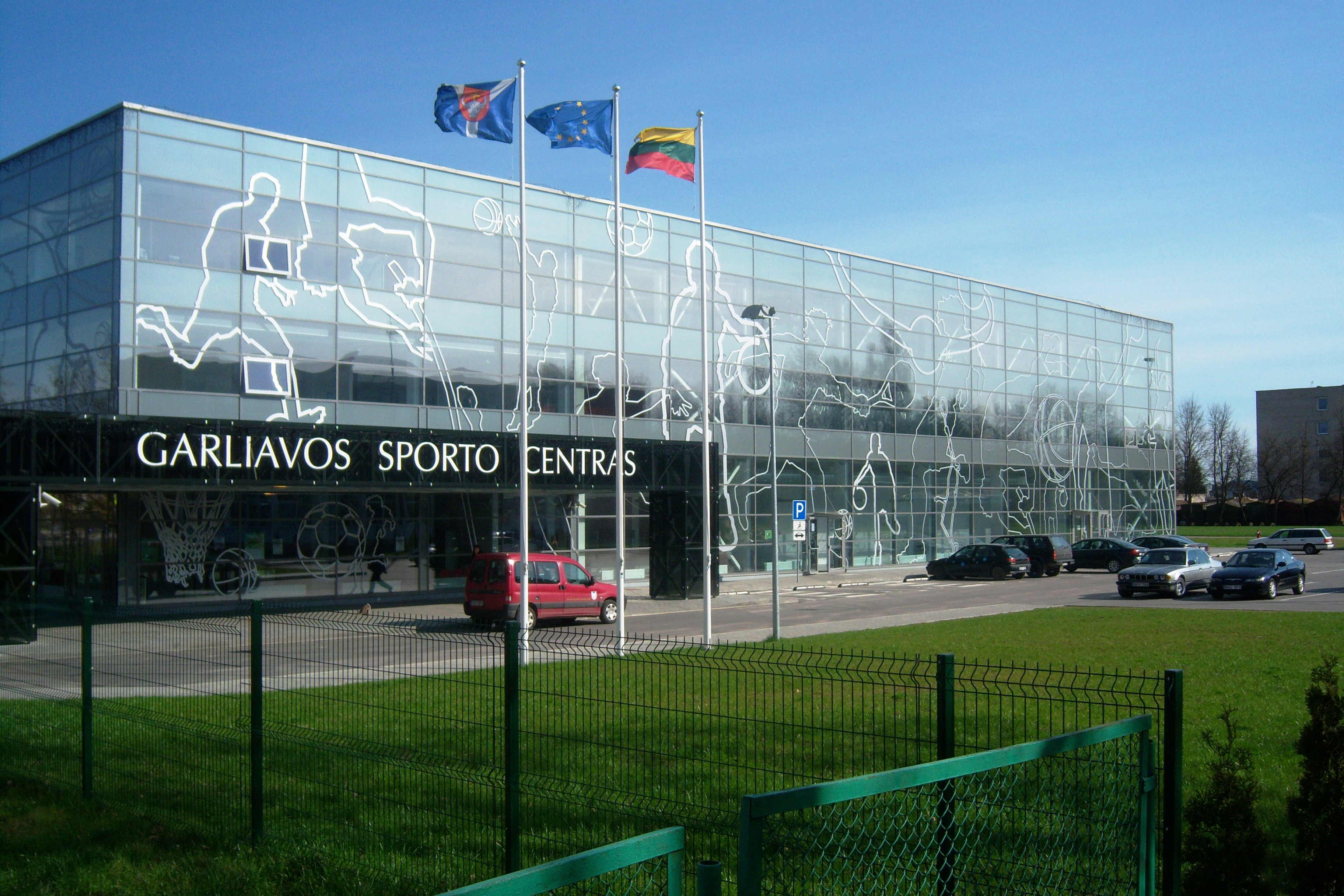
加尔利阿瓦体育中心

加爾利阿瓦是立陶宛的城市，位於首府考那斯以南10公里，由考那斯縣負責管轄，海拔高度97米，面積3.65平方公里，市內的天主教和信義宗教堂分別1809年和1816年建成，2010年人口13,366。

## 外部連結
- （立陶宛文） History of Garliava（页面存档备份，存于）. Eldership of Garliava.
- （波兰語） Godlewo in the Geographical Dictionary of the Kingdom of Poland (1881)